# Tell el-Maschuta
Tell el-Maschuta (arabisch تل المسخوطة Tell el-Maschūta, DMG Tall al-Masḫūṭa) – das altägyptische Per Tem/Pi-Tem – liegt in der Region des Wadi Tumilat im östlichen Nildelta etwa 16 Kilometer westlich von Ismailia sowie etwa 18 Kilometer östlich von Tell er-Retaba entfernt.
Die Nutzung des Ortes unterlag ständigen Wandlungen. Ursprünglich im 16. Jahrhundert v. Chr. als etwa zwei bis drei Hektar große Siedlung gegründet, war Tell el-Maschuta ab Ende des 7. Jahrhunderts v. Chr. als Handelsort und Kultstätte der Gottheit Atum (Tem) eine Neugründung, mit der unter dem altägyptischen Pharao Necho II. die Namensgebung Per Tem (Atum) in Tjeku verbunden war. Herodot erwähnte im Zusammenhang des von Necho II. begonnenen Kanalausbaues die in dieser Region gelegene „arabische Stadt Patumos“. Im Hellenismus trug Per Tem wahrscheinlich den Namen Heroonpolis; dies ist allerdings nicht gesichert. Die aus römischer Zeit stammende Bezeichnung Ero ist die Kurzform von Heroonpolis.
Frühere Ergebnisse der archäologischen Forschungen ließen zunächst die Vermutung aufkommen, dass es sich bei Tell el-Maschuta um das biblische Pitom handele. So wurde beispielsweise auf der geborgenen Statue des Anch-chered-nefer ebenfalls Per Tem erwähnt, woraus zahlreiche Historiker eine Verbindung zum Kult der Gottheit Atum in Heliopolis, dem biblischen On, schlossen. Der aus ptolemäischer Zeit stammenden Pitom-Stele ist zu entnehmen, dass noch einige Jahrhunderte nach Necho II. die alte Bezeichnung Per Tem als Ortsbezeichnung für Tell el-Maschuta in Gebrauch war.
Mit Beginn des 2. Jahrhunderts n. Chr. änderte sich erneut die Funktion von Tell el-Maschuta, das nun als römischer Friedhof diente. Seit Anfang des 5. Jahrhunderts n. Chr. ist Tell el-Maschuta nur noch ein Ruinenhügel. Ab 1977 wurde er mehrmals bei Grabungskampagnen archäologisch untersucht.

## Etymologie und Forschungsgeschichte

Lage von Tell el-Maschuta am Bubastis-Kanal

In früheren Zeiten hieß der Ort Ahou Kachah oder Abou Keycheyd. Dort wurde
ein Monolith gefunden, auf dem Ramses II. zwischen zwei Sonnengottheiten abgebildet ist. Die Archäologen vermuteten deshalb am Fundort eine altägyptische Stadt mit dem versandeten Monolithen als typisches Erkennungsmerkmal.
Archäologische Teams identifizierten den Ort aufgrund des Ramses-Monolithen als Pi-Ramesse, den „Ort der Israeliten während ihrer Unterdrückung“. Die vermeintliche Entdeckung veranlasste um 1860 zahlreiche Archäologen zur Intensivierung der Forschungen und Ausgrabungen in „Pi-Ramesse“. Weitere Untersuchungen führten jedoch zu dem Ergebnis, dass es sich nicht um Pi-Ramesse handelte.
Etwa zeitgleich wurden die Arbeiten am Bubastis-Kanal beendet. Nach dem Abzug der Arbeiter und Archäologen erlahmte zunächst das Interesse am Hügel des Denkmals, für den auch die moderne Übersetzung Hügel der Verdammten/Helden verwendet wird.
1883 unternahm Édouard Naville im Auftrag der Egypt Exploration Society eine erneute Kampagne in dieser Region und entdeckte die Ruinen von Tell el-Maschuta. Er untersuchte die vorhandenen Denkmäler, Statuen, Inschriften und Gebäudereste und fertigte einen Grundriss des antiken Tell el-Maschuta. Die zahlreichen Keramikscherben und andere Kleinstfunde in den Straten (horizontalen Grabungsschichten) begutachtete Naville jedoch nicht. In seinem Abschlussbericht kam er zu dem Ergebnis, dass es sich um das biblische Pithom handeln müsse, da sich unter den ausgegrabenen Gegenständen auch mehrere Denkmäler aus der Zeit von Ramses II. befanden.
Der französische Ägyptologe Jean Cledat führte zwischen 1900 und 1910 weitere Untersuchungen in der Region des Wadi Tumilat durch und konnte zusätzliche Funde bergen. John S. Holladay veranlasste mit seinem Team im Rahmen des von der kanadischen University of Toronto ins Leben gerufenen Wadi-Tumilat-Projektes umfangreiche Ausgrabungen. Von 1978 bis 1985 fanden fünf Grabungskampagnen statt. Die von der ägyptischen Altertümerverwaltung beauftragten Forschungen brachten in jüngerer Zeit weitere Aufschlüsse über Tell el-Maschuta.

## Archäologische Studien

### Erste Besiedlungsphase

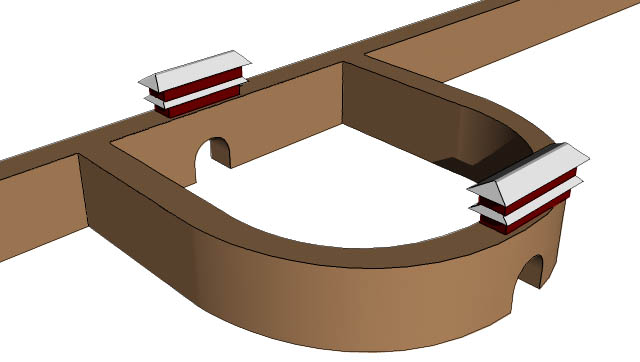
Beispiel für chinesische geschwungene Stadtmauern

Die Ausgrabungen belegen, dass Tell el-Maschuta im 16. Jahrhundert v. Chr. am Ende der Zweiten Zwischenzeit (1600 bis 1550 v. Chr.) von den Hyksos (Einwanderern aus Vorderasien) gegründet wurde. Der damalige Ortsname konnte bislang nicht ermittelt werden. Die kleine Ortschaft hatte den Charakter eines Außenpostens, da keine speziellen Befestigungsanlagen vorhanden waren. Charakteristisch ist die in dieser Zeit verwendete Form von geschwungenen Stadtmauern. Während der Aufbauphase von Tell el-Maschuta ist eine kontinuierliche Zunahme von Bestattungen und die Errichtung von oberirdischen Rundsilos zu erkennen. Die Gräber wiesen markante Unterschiede hinsichtlich des Standes der beerdigten Personen auf. Kriegerbestattungen enthielten die für diese Zeit typischen Waffenbeigaben asiatischen Stils wie beispielsweise Dolche und meißelförmige Äxte. Die übrigen Lehmziegelgräber enthielten zahlreiche wertvolle Grabbeigaben wie Stirnbänder aus Gold oder Silber sowie silberverzierte Armbänder, Ohr- und Haarringe, goldene und silberne Skarabäen, Werkzeuge und Halbedelsteine, dazu Amulette und Speisen. Kindergräber und Bestattungen in den stillgelegten Rundsilos enthielten dagegen nur vereinzelt Grabbeigaben.

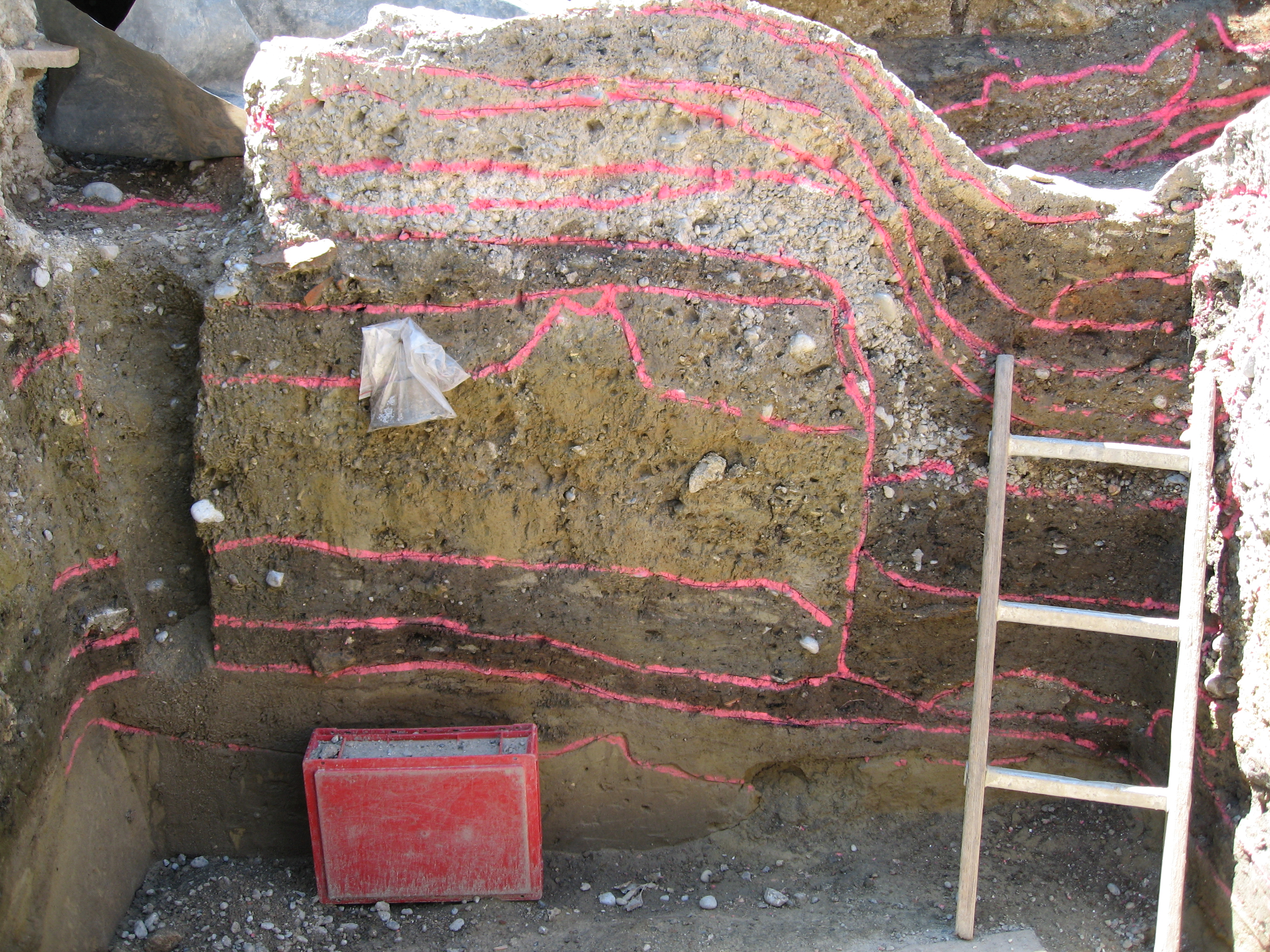
Im Profil einer archäologischen Ausgrabung erkennbare Straten

Aufgrund der paläobotanischen Fundauswertungen zog das Archäologenteam des Wadi-Tumilat-Projektes den Schluss, dass Tell el-Maschuta zwar alle Kriterien einer urbanen Siedlung erfüllte, jedoch nur saisonal vom Beginn der Aussaat im Herbst bis zum Ende der Sommerweizenernte im Frühjahr bewohnt war. Tell el-Maschuta hatte aufgrund dieser Merkmale den Charakter einer Karawanenstation, die für den Fernhandel eingerichtet war. Während der heißen Sommermonate blieb Tell el-Maschuta unbewohnt. Die Einwohner siedelten in dieser Zeit vermutlich in der Nähe von Tell er-Retaba, wo in der Mittleren Bronzezeit Wohnlager existierten. Die für den Bau von Tell el-Maschuta verwendeten Materialien weisen Parallelen zu den Funden in den Straten E1 bis D3 von Auaris auf. Wohnhäuser wurden in immer engeren Abständen zueinander gebaut. Der Umfang der Landwirtschaft, vornehmlich Weizen- und Gersteanbau zur Versorgung der Bewohner nahm stark zu. Daneben wurden Rinder, Schafe, Ziegen und Schweine gehalten. Auch die Pferdezucht war schon bekannt. Weitere Aktivitäten der Bewohner bestanden in der Jagd auf verschiedene Vogelarten, Kuhantilopen und Gazellen.
Die in der Landwirtschaft beschäftigten Arbeiter wurden zusätzlich für andere Tätigkeiten herangezogen, beispielsweise im Handwerk mit der Töpferei und zur Herstellung von Bronzewerkzeugen. Daneben wurden Webstühle benutzt, Kleidung hergestellt und Sicheln mit vorgefertigten Klingen verwendet. Der genaue Verwendungszweck der bei den Grabungen gefundenen Hochtemperaturöfen ist unklar. In einem industrieähnlichen Verfahren waren ockerfarbene Pfähle in den Boden getrieben worden. Möglicherweise wurden die Öfen für die Herstellung von Leder mit Metallbeschlägen sowie Ambossen oder Schleifgeräten benötigt. Die abschließende Untersuchung der gefundenen Keramik ergab, dass nach Vertreibung der Hyksos durch Kamose und Ahmose I. die Siedlung verfiel und mindestens für den Zeitraum vom Neuen Reich bis zum Ende der Dritten Zwischenzeit (1550 bis 652 v. Chr.) unbewohnt blieb.

### Zweite Besiedlungsphase

#### Saiten-Dynastie ab Necho II. (610–525 v. Chr.)
Tell el-Maschuta wurde erst wieder im ausgehenden 7. Jahrhundert v. Chr. unweit von Tell er-Retaba neu gegründet. In dieser Zeit ließ Necho II. zwischen 610 und 605 v. Chr. den Bubastis-Kanal anlegen, um den pelusischen Nilarm mit dem Roten Meer zu verbinden. Der neue Kanal führte durch das Wadi Tumilat und Ägypten versprach sich von ihm strategische und landwirtschaftliche Vorteile.

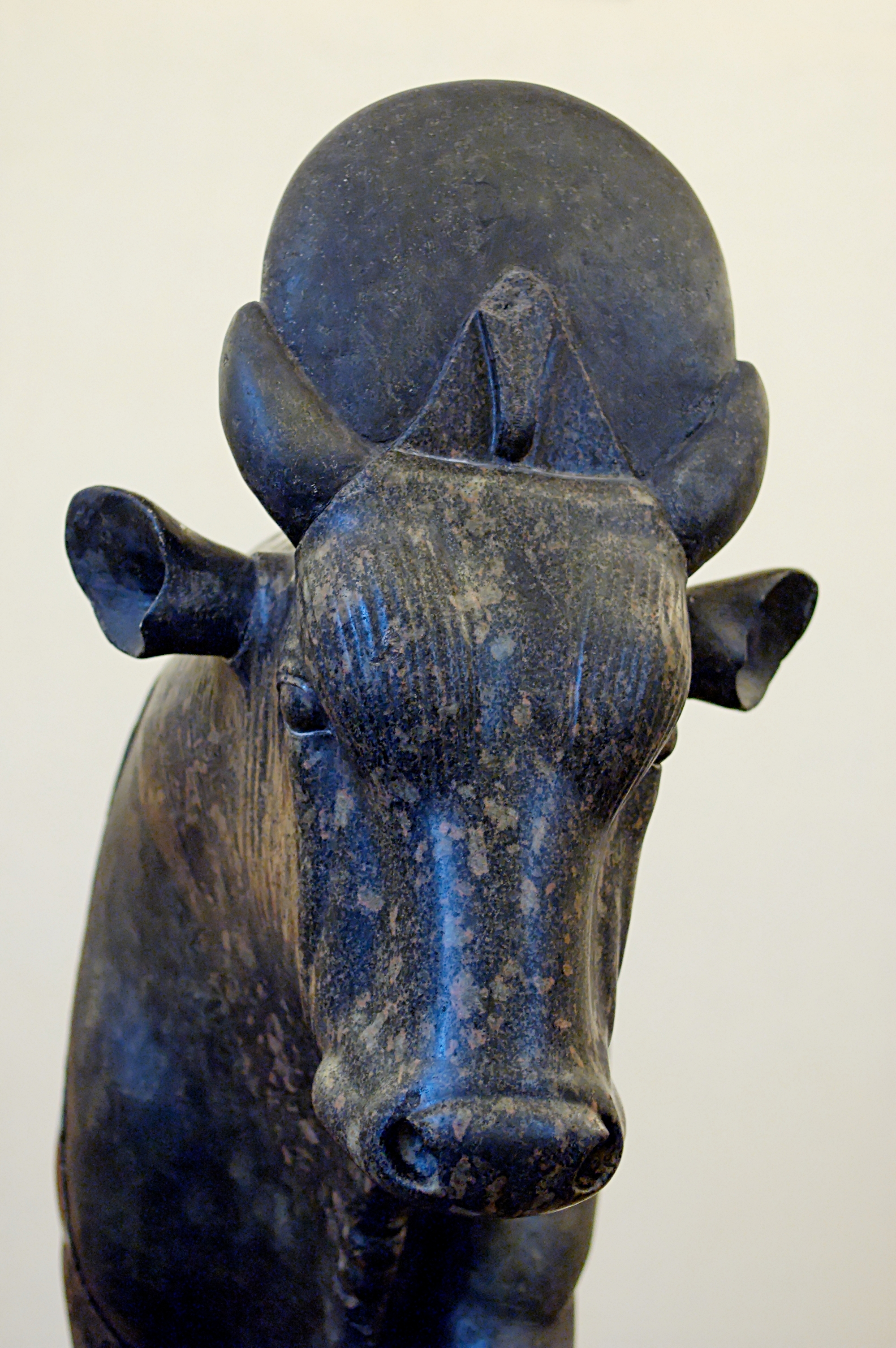
Darstellung eines Apis-Stieres

Der dabei neu angelegte Ort Tell el-Maschuta diente zunächst als Lager für die am Kanalausbau beschäftigten Arbeiter. Kurze Zeit später wurden dort Apis-Stiere geopfert und Einrichtungen für den späteren Tempel Haus des Atum gebaut. Nördlich des Tempels wurden Häuser, Scheunen und Backöfen errichtet. Inmitten dieser Aufbauphase sind plötzliche Veränderungen erkennbar, die wahrscheinlich auf Nechos’ Karkemisch-Niederlage 605 v. Chr. und den Verlust seiner Hoheitsgebiete in Retjenu zurückzuführen sind. Um Tell el-Maschuta wurde kurz danach eine etwa neun Meter breite Befestigungsmauer errichtet, die eine Fläche von 200 m × 200 m umschloss. Die Besiedlung kam dennoch ins Stocken, da die geschützte Fläche während der saitischen Dynastie nicht zum weiteren Bau von Häusern genutzt wurde.
Das Gemeinwesen auf einer vier Hektar großen Fläche wurde 601 v. Chr. und 15 Jahre später das zweite Mal zerstört. Zuvor war der Versuch des ägyptischen Pharaos Apries im Verbund mit Zedekia gescheitert, die Einnahme Jerusalems durch Nebukadnezar II. zu verhindern. Die Verwüstungen können somit dem babylonischen König zugeschrieben werden. In Tell el-Maschuta wurden zwei jüdische Keramikstücke aus dem Jahr 568 v. Chr. gefunden, die eine Anwesenheit von jüdischen Flüchtlingen um 582 v. Chr. in Tell el-Maschuta bezeugen. Größere Mengen ähnlicher Keramikware tauchten in Tahpanhes, das etwa 22 km entfernt von der Mündung des pelusischen Nilarms liegt, und an einem Ort im westlichen Sinaigebiet, der vorläufig als Migdol identifiziert wurde, auf.
Nach den Zerstörungen und dem Wiederaufbau entwickelte sich Tell el-Maschuta während der Saiten-Dynastie unter den Pharaonen Apries, Amasis und Psammetich III. zu einem stark frequentierten Handelsort. Der Grund dafür dürften die zentrale Lage zwischen dem Mittel- und dem Roten Meer sowie die Handelsverbindung zum Indischen Ozean gewesen sein, zumal Tell-el Maschuta auch etwa auf halber Wegstrecke zwischen Sues und Bubastis lag. Die archäologisch nachgewiesene großen Mengen phönizischer Handelsware decken sich mit der Angabe von Herodot, dass in der Regierungszeit von Apries zahlreiche Phönizier in einem „phönizischen Lager bei Memphis“ siedelten:

„Da kam das Königreich an einen Mann in Memphis, in der Sprache der Hellenen namens Proteus. Der hat jetzt zu Memphis ein Heiligtum, das ist sehr schön und wohl eingerichtet und liegt nach Mittag von dem Hephaistos-Tempel. Um dieses Heiligtum herum wohnen die Phönizier von Tyros und diese ganze Stätte heißt ‚Lager der Tyrer‘.“

Stele mit Tanit-Symbol (Tophet von Karthago)

Der phönizische Handel, der durch die Nutzung des Bubastis-Kanals immer größere Ausmaße annahm, ist durch zahlreiche Funde von phönizischen Amphoren in Tell el-Maschuta belegt. Die Amphoren dienten als Vorratsbehältnisse für die Handelsware. Als weiterer Beleg gilt eine in den Ruinen eines Kalkstein-Schreins geborgene Terrakotta-Statue, die als sitzende Göttin wahrscheinlich Tanit oder Aschera verkörpert. In geringerer Anzahl waren griechische Amphoren vertreten, zumeist aus Thasos oder Chios. Daneben fanden sich auch importierte dickwandige Mörser sowie die dazugehörenden Stößel, die wahrscheinlich anatolischen Ursprungs sind.

#### Erste persische Dynastie ab Kambyses (525–404 v. Chr.)
Mit der Eroberung Ägyptens 525 v. Chr. durch Kambyses II. ging bei der Schlacht bei Pelusion eine erneute Zerstörung von Tell el-Maschuta einher. In der Folgezeit sind die Aufbauarbeiten des Ortes gut bezeugt. Der schon während der Saiten-Dynastie erweiterte Siedlungsraum wurde während der persischen Zeit mit einer Ausweitung im südwestlichen Bereich für Neubauten genutzt. Im nördlichen Teil von Tell el-Maschuta wurde ein Bereich freigelegt, der in der persischen Zeit vom Ende des 6. Jahrhunderts v. Chr. bis etwa 404 v. Chr. am Bubastis-Kanal als Nekropole südlich des Tempelbezirkes diente.
Darius I. erweiterte nach seinem Herrschaftsantritt den Bubastis-Kanal auf eine Gesamtlänge von 84 Kilometer. Auf vier großen Stelen, von denen sich die erste in Tell el-Maschuta befand, ließ Darius I. in den Sprachen Ägyptisch, Altpersisch, Elamisch und Akkadisch seine Leistungen niederschreiben. Im Zuge der 487 v. Chr. begonnenen ägyptischen Rebellion gegen die Perser wurde außerhalb der Stadtmauer von Tell el-Maschuta ein weiterer Steinwall angelegt, der mit Schutt, Keramik und anderen Materialien gefüllt war. Der archäologische Befund belegt die mit der Rebellion verbundenen Kämpfe um Tell el-Maschuta. In der Folgezeit wurden im gesamten Ortsbereich erneut Lagerhäuser errichtet. Nachdem 404 v. Chr. die Perser aus Ägypten vertrieben worden waren, waren die Straten bis etwa 379 v. Chr. unbewohnt.

#### Die letzte eigenständige altägyptische Dynastie (379–341 v. Chr.)

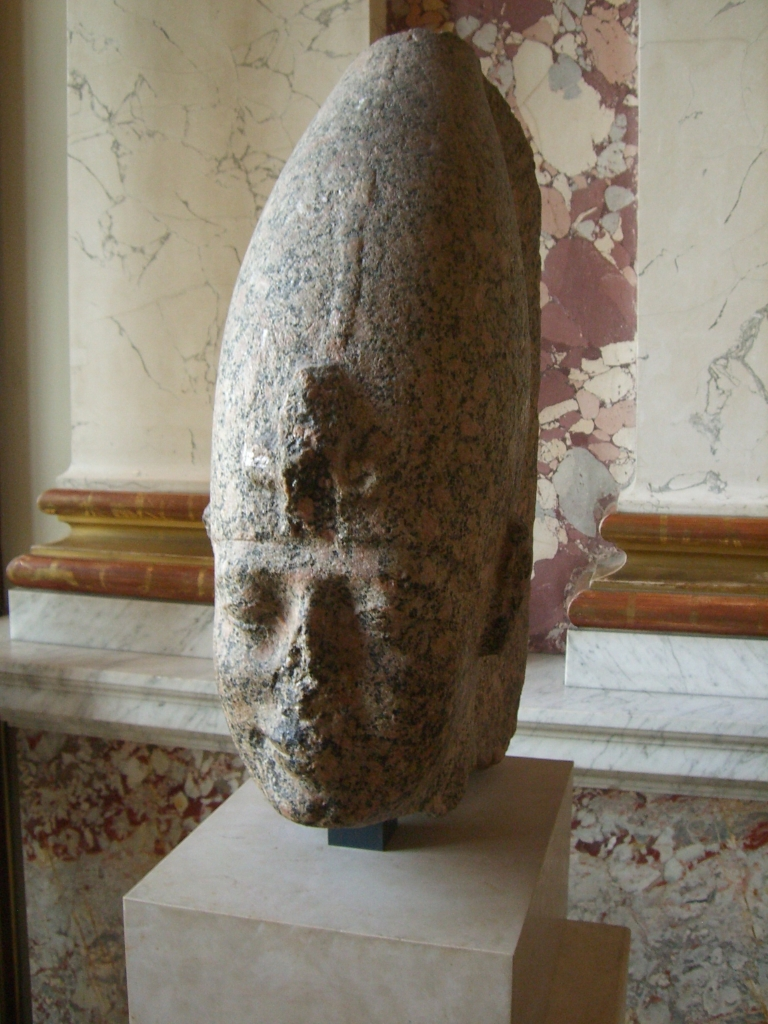
Kopf einer Statue Nektanebos’ I.; Louvre, Paris

Bruchstücke von Denkmälern der 30. Dynastie bezeugen das gewaltige Bauprogramm der Pharaonen Nektanebos I. und Nektanebos II., die ergänzend durch Förderung der altägyptischen Religion eine kurzfristige „Renaissance“ auch für Tell el-Maschuta bewirkten. Mit der wiedereinsetzenden Besiedlung stieg der Handel und die Einfuhr von Waren während der 30. Dynastie sprunghaft an, obwohl der Bubastis-Kanal langsam versandete.
Der durch die Phönizier wiederbelebte Handel konzentrierte sich hauptsächlich auf Wein, Olivenöl, Fischsoßen und andere haltbare Nahrungsmittel. Auch weiter entfernte Regionen wie Thasos sowie Chios und Anatolien beteiligten sich am Güteraustausch ebenso wie insbesondere Arabien und Athen. Der Tempelkult des ägyptischen Gottes Atum erlebte eine erneute Blütezeit, wie die angefertigten quaderförmigen Altäre mit südarabischem Einfluss beweisen. Die vorhandenen Tinteninschriften auf Glasbruchstücken waren zumeist in demotischer Schrift verfasst. Im Rahmen der Opferhandlungen für den Atum-Tempel ist die Verwendung von Weihrauch belegt, der ebenfalls aus dem südlichen Arabien importiert wurde.
Besonderes Aufsehen verursachte die zufällige Entdeckung eines Lagers, in welchem sich Tausende von Athener Tetradrachmen befanden. Die außergewöhnlich hohe Summe verweist auf Zuwendungen als Geschenkgaben an den Atum-Tempel. Ergänzend wurden vier Schalen entdeckt, deren Stil und Ausführung einen persischen Ursprung nahelegen und wohl über das südliche Arabien nach Tell el-Maschuta gelangten. Alle vier Schalen trugen ähnliche Inschriften, wobei auf einer der Schalen der aramäische Eintrag „Das, was Qaynu, Sohn des Gaschmu, König von Qedar, für Han-’Ilat darbrachte“ zu lesen ist. Möglicherweise ist dieser Gaschmu. identisch mit der gleichnamigen Figur im Buch Nehemia des Alten Testaments. Die Inschriften auf den Schalen und zusätzlich gefundene Silbermünzen, die auf ihrer Rückseite die Eule der Athene zeigen, werden auf den Übergang vom fünften zum 4. Jahrhundert v. Chr. datiert. Das Ende der 31. Dynastie, die durch Alexanders Ägypteneroberung abgelöst wurde, bewirkte eine Abwanderung der Einwohner von Tell el-Maschuta, der ein Zeitraum ohne Besiedlung bis etwa 285 v. Chr. folgte.

#### Neuaufbau des Atum-Tempels und Bau von Handelshäusern (285 v. Chr. bis 1. Jahrhundert v. Chr.)

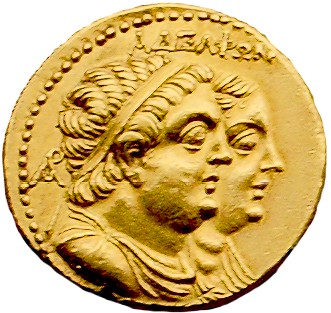
Oktadrachmon: Bildnis von Ptolemaios II. und Arsinoe II.
(Pergamonmuseum, Berlin)

Pharao Ptolemaios II. (285 bis 246 v. Chr.) begann nach Antritt seiner Herrschaft mit der Entsandung und Erneuerung des Bubastis-Kanals, womit ein Modernisierungsprogramm für Tell el-Maschuta verbunden war. Der Ort entwickelte sich durch die umfangreiche Baumaßnahmen im Verlauf erneut zu einer wichtigen Handelsstation. Auf einer Stele, die Ptolemaios II. in Tell el-Maschuta errichtete, ließ der Pharao sein Projekt einschreiben und feiern.
Für den Neuaufbau des Atum-Tempels wurden zahlreiche größere Kalksteinblöcke aus anderen Orten Ägyptens nach Tell el-Maschuta transportiert. Ein aus der persischen Periode bereits zerfallenes zweiräumiges Gebäude diente nach Wiederaufbau als Töpferei. Hinzu kamen wahrscheinlich gegen Ende der Regentschaft von Ptolemaios II. bis zu sechsräumige Getreidespeicher beziehungsweise mehrräumige Lagerhäuser an den Ufern des Bubastis-Kanals, an die mehrere Schmelzöfen zur Herstellung von Bronzewaren für den Atum-Tempel und den Export angeschlossen waren.
Die von Édouard Naville entdeckten und den „Kindern von Israel“ zugeordneten Handels- und Lagerhäuser stammen wahrscheinlich aus der Anfangszeit des Aufbauprogramms unter Ptolemaios II., da sich nur diese in direkter Nähe zu den Schmelzöfen am Ufer des Bubastis-Kanals befanden. Ptolemaios III. (246 bis 222 v. Chr.) und seine Nachfolger müssen weitere umfangreiche Baumaßnahmen von Handelshäusern und Werkstätten veranlasst haben, da das Wadi-Tumilat-Projekt in seinen Kampagnen nur eine kleine Anzahl der zahlreichen und teilweise bis zu 75 m langen Handelshäuser ausgraben konnte. Die bislang erforschten Handelshäuser konnten auf den Zeitraum zwischen der zweiten Hälfte des 3. Jahrhunderts v. Chr. bis etwa 125 v. Chr. datiert werden. Nach dem Ende der Ptolemäer-Herrschaft erfuhr Tell el-Maschuta einen Niedergang, so dass der Ort Anfang des 1. Jahrhunderts v. Chr. seine tragende Funktion als Handelsstation verlor und daher erneut von den Bewohnern verlassen wurde.

### Tell el-Maschuta als römische Nekropole

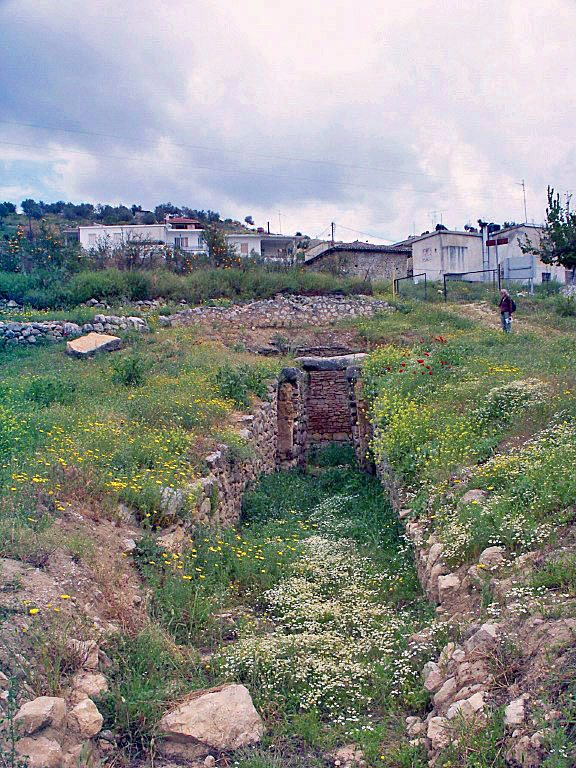
Dromos-Beispiel aus Dendra

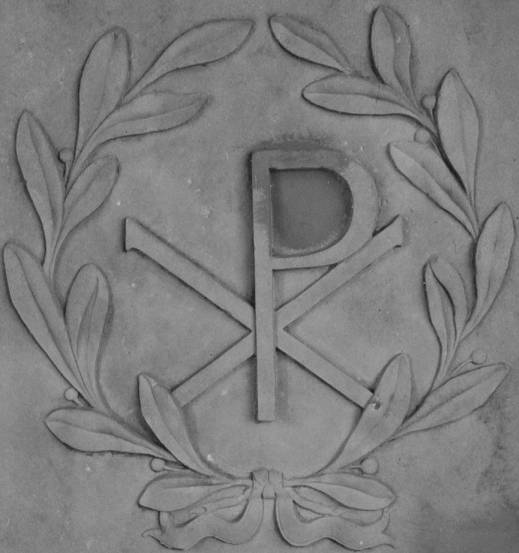
Chi-Rho-Symbole als Christusmonogramm

Nachdem die Bewohner Tell el-Maschuta Anfang des 1. Jahrhunderts v. Chr. verlassen hatten, verfielen die Anlagen. Der Ort blieb bis zum Anfang des 2. Jahrhunderts n. Chr. ungenutzt. Als Trajan nach seinem Regierungsantritt den Bubastis-Kanal erneut ausbaute, fungierte die Region von Tell el-Maschuta als römische Nekropole und erfuhr flächenmäßig die größte Ausdehnung seit der Gründung unter den Hyksos. Eine Neubesiedlung fand dagegen nicht statt, da auf den Ruinen des früheren Handelsortes zahlreiche Grabanlagen errichtet wurden. Frühere kleinere Ausgrabungskampagnen hatten den römischen Friedhof teilweise bereits freigelegt, weshalb das Archäologen-Team aus Toronto keine weiteren intensiven Untersuchungen an dieser Stelle durchführte, jedoch die großen Mengen von Keramikfunden in der obersten Strate bestätigen konnte.
Der Befund ergab, dass die Nekropole mehrheitlich zumeist für „privilegierte römische Bürger“ aus quadratischen unterirdischen Gräbern angelegt wurde und mit gewölbten Überbauungen versehen war. Diese aus Lehmziegeln errichteten Grabanlagen besaßen ergänzend jeweils einen Zugangsweg oder ummauerten Dromos, der auf östlicher Seite der Gräber das Betreten der Grabräume ermöglichte. Die gewölbten Grabeingänge, die nur einen einfachen Zugangsweg besaßen, wurden nach jeder erfolgten Bestattung zugemauert. Dagegen füllten die Angehörigen des Grabinhabers den mit einem Dromos versehenen Grabgang mit Sand auf. Als Grabbeigaben dienten goldbeschichtete Götterfiguren, Ohrringe, Glasgefäße und aus Knochen gefertigte Haarnadeln. Bereits während der aktiven Nutzung als Nekropole wurden die wertvollen Beigaben in den Gräbern teilweise geplündert.
Daneben gab es auch einfache Begräbnisse, die ohne besondere Beigaben von Götterstatuetten in den freien Raum zwischen den Lehmziegel-Gräbern eingebettet waren. Die Mehrzahl der Bestattungen wies die charakteristischen Formen römischen Stils auf, der auch an der symbolischen Ausrichtung der Gräber sichtbar ist. Die Nekropole verfügte zudem über einen Bestattungsbereich für Kinder. Bemerkenswert ist in diesem Zusammenhang ein christliches Kinderbegräbnis. Im oberen Bereich einer aus Gaza stammenden Amphore befand sich eine koptische Inschrift, die mit zwei „Chi-Rho-Symbolen“ als Christusmonogramm versehen war, das seit dem 2. Jahrhundert n. Chr. die Christen verwendeten, um ihren Glauben darzustellen und um sich untereinander zu erkennen. Diese Bestattungsform war jedoch nur bei sehr wenigen Grabbeigaben festzustellen.
Im frühen 4. Jahrhundert n. Chr. wurde Tell el-Maschuta als römische Nekropole aufgegeben, was durch das Fehlen der verzierten Grabbeleuchtungen belegt ist. Um 381 n. Chr. ist die Existenz einer in der Region von Tell el-Maschuta stationierten römischen „Garnison der Helden“ bezeugt, die sich jedoch zu diesem Zeitpunkt aufgrund einer Verlegung im nur etwa zwei Kilometer entfernten Abu Suwerr befand, die ihre militärische Funktion bewahrte und so heute einen Militärflugplatz beherbergt.

## Identifikationen mit dem biblischen Pitom oder Sukkot

Atum-Kult: Ramses erschlägt einen Asiaten vor „Tem (Atum), dem Herrn von Tju“

Seit längerer Zeit werden kontroverse Diskussionen über die Frage geführt, ob Tell el-Maschuta mit dem alttestamentlichen Pitom oder Sukkot zu identifizieren sei. Édouard Naville sah durch seine Ausgrabungsbefunde seine Vermutung bestätigt, dass es die „Kinder Israels“ waren, die in Tell el-Maschuta die „Handelshäuser“ errichteten. Kenneth Anderson Kitchen hält dagegen Tell el-Maschuta für das biblische Sukkot, an welchem die Israeliten bei ihrem Auszug aus Ägypten lagerten. Kitchen steht nach wie vor zu seiner Hypothese, dass sowohl Tell er-Retaba als auch Tell el-Maschuta im Neuen Reich zeitgleich als Siedlungen nebeneinander existierten, ohne jedoch die Keramikbefunde des Archäologenteams von John S. Holladay zu berücksichtigen. Donald B. Redford schloss sich dagegen Holladays Ergebnissen an und sieht Tell el-Maschuta als das biblische Pitom, das jedoch erst 600 Jahre nach dem Auszug aus Ägypten aufgebaut wurde.
Die Hinweise auf Sukkot im Pentateuch (Ex 12,37 , Num 33,5–6 ) bleiben unklar und lassen offen, ob es sich dabei um eine Stadt, ein Dorf, ein Fort oder eine Region handelt. Auch der in Ex 1,11  erwähnte „Bau der Stadt Pitom“ lässt sich nur schwerlich mit der Vergangenheit von Tell el-Maschuta vereinbaren. Vor dem Hintergrund der Ausgrabungen sahen sich deshalb jene Historiker bestärkt, die die Geschichte des Auszugs aus Ägypten als Fiktion bewerteten oder als anachronistischen Zusatzbericht sahen, der erst um das 6. Jahrhundert v. Chr. in die Schriften aufgenommen wurde.
| O49 |

| O49 |